# Diplomirani inženjer strojarstva
Diplomirani inženjer strojarstva, bilo je zanimanje je visoke stručne spreme (VSS) na području Republike Hrvatske, koje se stjecalo završenim strojarskim fakultetom u trajanju od 9 semestara. Ovaj sustav je ukinut Bolonjskim procesom, danas se završetkom adekvatnog studija u trajanju od 10 semestara stječe titula magistar strojarstva.
Nakon "obrane" diplomskog rada stjecao se naslov dipl. ing. stroj (diplomirani inženjer strojarstva).
Diplomirani inženjer strojarstva bio je upoznat je sa svim područjima strojarstva te bazičnim znanostima strojarstva, strojarskom proizvodnom opremom, mogao je vršiti sve djelatnosti na području strojarstva uključujući i izradu proračuna, izradu konstrukcijske i proizvodne dokumentacije, organizaciju, planiranje i razradu proizvodnog procesa, te, unutar pogona, organizirati i nadgledati proizvodnju, voditi proizvodnju i pogon, te biti odgovoran za povjerene mu radnike i poslove.